# Укорачивающий поток

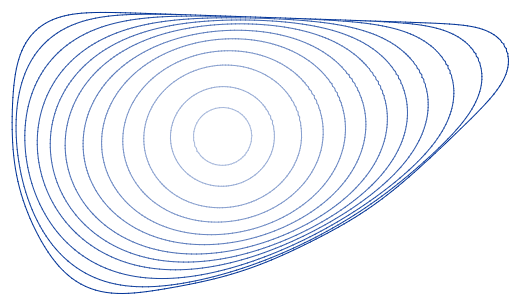
Превращение кривой в окружность под действием укорачивающего потока.

Укорачивающий поток — процесс, изменяющий гладкую кривую на плоскости путём перемещения её точек перпендикулярно к кривой со скоростью, равной её кривизне.
Укорачивающий поток изучается в основном как простейший пример геометрического потока, в частности позволяет отработать технику для работы с потоком Риччи и с потоком средней кривизны.

## Уравнение
Однопараметрическое семейство кривых {\displaystyle \gamma _{t}} является решением укорачивающего потока, если для любого значения параметра {\displaystyle \tau } имеем
{\displaystyle {\frac {\partial \gamma _{t}(\tau )}{\partial t}}=\kappa _{t}(\tau )\cdot n_{t}(\tau ),}
где {\displaystyle \kappa _{t}(\tau )} — кривизна со знаком кривой {\displaystyle \gamma _{t}} в точке {\displaystyle \gamma _{t}(\tau )}
и {\displaystyle n_{t}(\tau )} — единичный вектор нормали к кривой {\displaystyle \gamma _{t}} в точке {\displaystyle \gamma _{t}(\tau )}.

## Свойства

Пример стационарного солитона — кривой, сохраняющий форму вдоль укорачивающего потока.

- Если начальная кривая простая и замкнутая, то она остаётся таковой под действием укорачивающего потока.
- Для простой замкнутой кривой {\displaystyle \gamma _{0}} укорачивающий поток {\displaystyle \gamma _{t}} определён на максимальном интервале {\displaystyle t\in [0,T)}.
  - При {\displaystyle t\to T} кривая {\displaystyle \gamma _{t}} схлопывается в точку.
- Площадь ограниченная кривой уменьшается с постоянной скоростью.
{\displaystyle {\frac {dS}{dt}}=2\cdot \pi .}
  - В частности, момент схлопывания в точку полностью определён площадью, ограниченной кривой: {\displaystyle T={\tfrac {S_{0}}{2\cdot \pi }}}.
- Если изначальная кривая не является выпуклой, то её максимальное абсолютное значение кривизны уменьшается монотонно, пока она не станет выпуклой.
- Для выпуклой кривой изопериметрическое соотношение убывает, и прежде чем пропасть в точке сингулярности, кривая стремится по форме к окружности.[1]
- Две непересекающиеся простые гладкие замкнутые кривые остаются непересекающимися, пока одна из них не схлопнулась в точку.
- Окружность — единственная простая замкнутая кривая, которая сохраняет свою форму в потоке.
  - Некоторые кривые с самопересечениями, а также кривые бесконечной длины, сохраняют форму.

## Приложения
- Укорачивающий поток на сфере даёт одно из доказательств задачи Арнольда о существования хотя бы четырёх точек перегиба у любой гладкой кривой, разрезающей сферу на равновеликие диски.[2]